# Deutsche Telekom

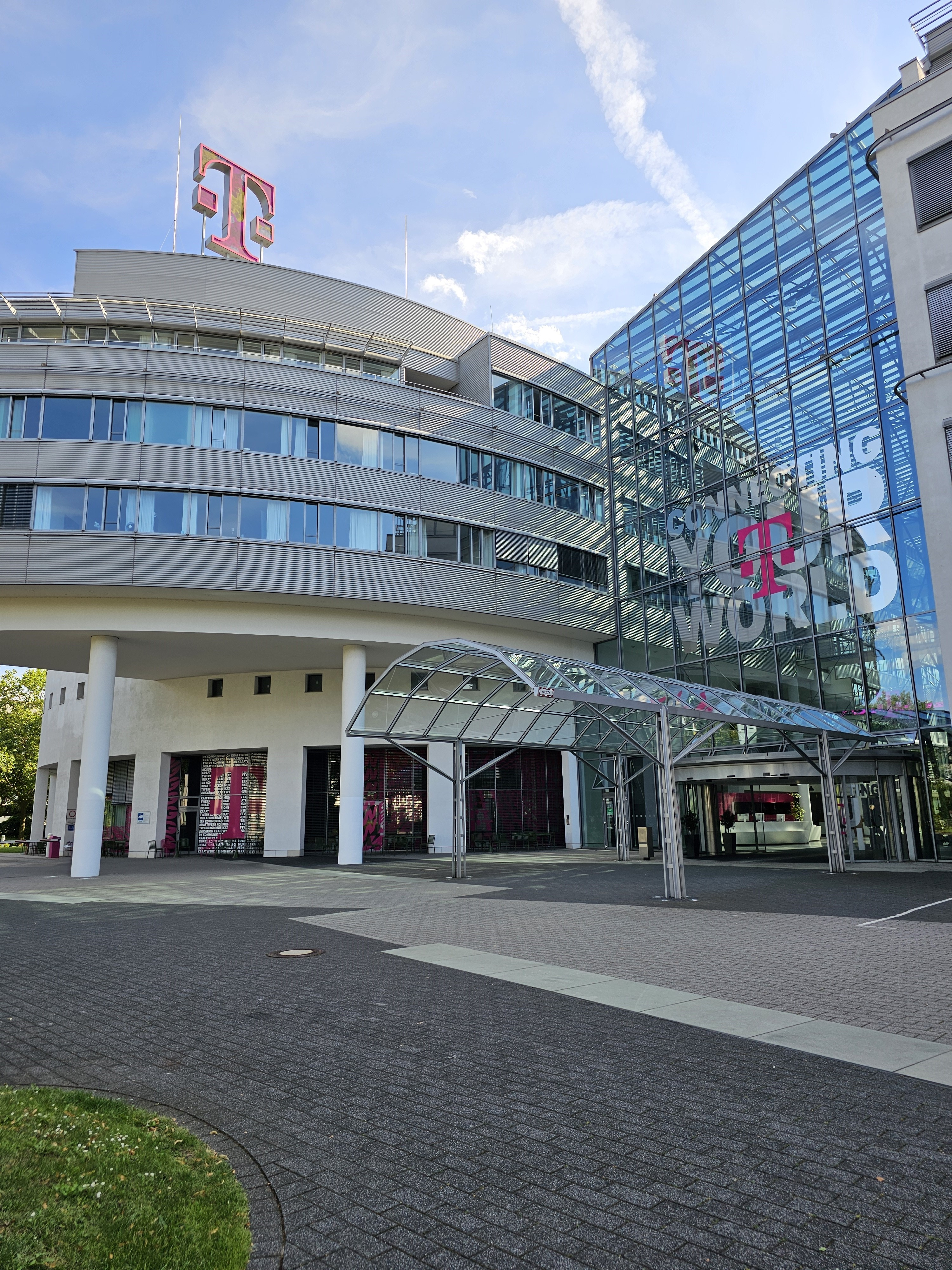
Eingang zur Zentrale der Deutschen Telekom in Bonn, Friedrich-Ebert-Allee 140, im Juli 2024

Die Deutsche Telekom AG (Anhörenⓘ; Kurzform häufig Telekom, DT oder DTAG) ist die Dachgesellschaft von Europas größtem Telekommunikationsunternehmen mit Hauptsitz in Bonn. In der Forbes-Liste der weltgrößten börsennotierten Unternehmen belegt die Deutsche Telekom Platz 41, nach Umsatzzahlen ist sie das fünftgrößte Telekommunikationsunternehmen weltweit. (Stand: April 2024)
Die Telekom betreibt im Wesentlichen Fest- (VDSL, DSL und FTTH) und Mobilfunknetze (5G, 4G, 2G). Die darauf laufenden Dienste (u. a. Internetzugang, Telefonie, das hauseigene Fernsehangebot MagentaTV, Smart Home und weitere Datendienste), damit zusammenhängende Dienstleistungen und weitere IT-Dienstleistungen verkauft sie an Privat- und Geschäftskunden sowie Wiederverkäufer.
Das Unternehmen ging nach der Privatisierung der Deutschen Bundespost (Postreform) aus deren Bereich für Telekommunikation und Fernmeldewesen („graue Post“) hervor. Es ist heute in acht Bereiche gegliedert: Vorstandsvorsitzender, Finanzen, Personal & Recht, Deutschland (Telekom Deutschland), T-Systems, Europa (10 Länder), Technologie & Innovation sowie USA (T-Mobile US) & Group Development (Mobilfunktürme).

## Geschichte

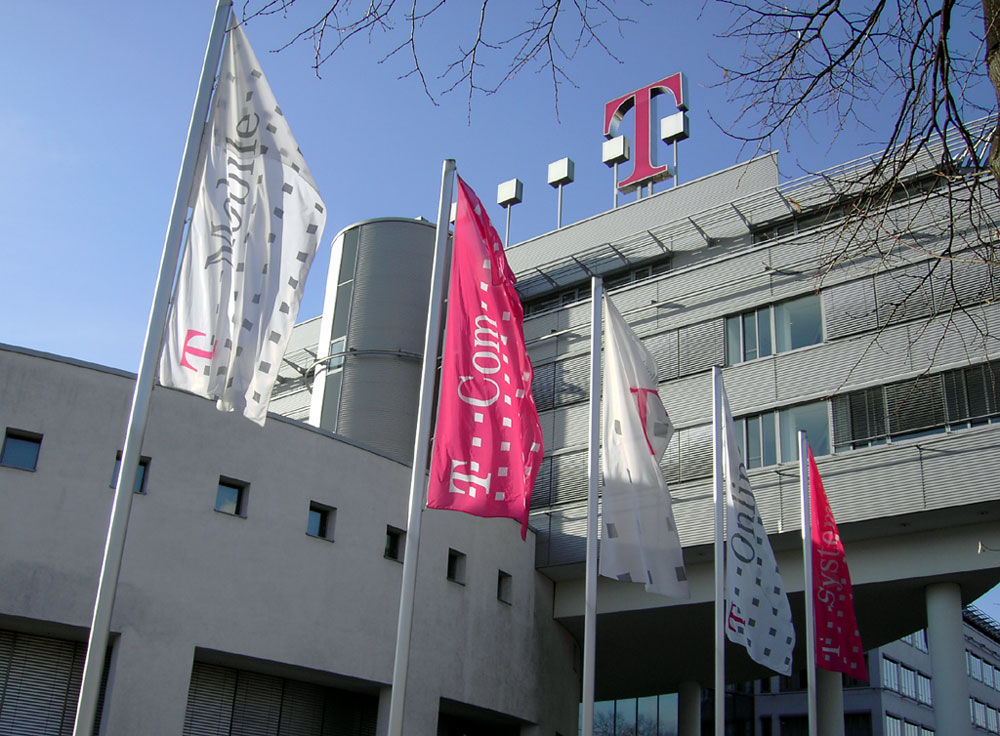
Telekom-Konzernzentrale in Bonn

Die Deutsche Telekom AG in ihrer heutigen Form ist am 2. Januar 1995 mit dem Inkrafttreten der zweiten Postreform aus der früheren Deutschen Bundespost TELEKOM entstanden – zunächst mit dem Bund als alleinigem Aktionär.

### Die Ära Sommer (1995–2002)
Am 16. Mai 1995 wurde Ron Sommer Vorstandsvorsitzender der Deutschen Telekom AG. Zuvor war Helmut Ricke, langjähriger Vorstandsvorsitzender der DBP TELEKOM, im Dezember 1994 – angeblich aufgrund von Meinungsverschiedenheiten mit dem damaligen Postminister Wolfgang Bötsch über die Postreform – von seinem Amt zurückgetreten.
Unter Ron Sommer erfolgte am 18. November 1996 der Börsengang der Telekom. In einer bis dahin beispiellosen Werbekampagne wurde der Begriff der T-Aktie geprägt. Der Erstausgabepreis betrug 28,50 DM (14,57 Euro). Das entsprach einem Erlös von 10,0 Mrd. Euro. Später folgten noch eine zweite und dritte Tranche (28. Juni 1999, Stückpreis 39,50 Euro, Erlös 10,88 Mrd. Euro und 19. Juni 2000, Stückpreis 63,50 Euro, Erlös 15 Mrd. Euro).
Mit dem Inkrafttreten des Telekommunikationsgesetzes im Januar 1998 fiel das im Fernmeldeanlagengesetz (FAG) der Telekom staatlich garantierte Monopol für den Telefondienst in Deutschland. Zur Herstellung von Chancengleichheit für Wettbewerber mit dem ehemaligen Monopolisten wurde die Regulierungsbehörde RegTP (später Bundesnetzagentur, BNetzA) gegründet. Zu ihren Befugnissen gehörte u. a. die Formulierung von Auflagen und die Prüfung und Genehmigung von Tarifänderungen – besonders der marktbeherrschenden Telekom. Ebenfalls aus wettbewerbsrechtlichen Gründen musste die Telekom auf Druck der EU-Kommission ihr deutschlandweites Breitbandkabel-Netz verkaufen.
Das Breitbandkabelnetz wurde in mehreren Teilen an unterschiedliche Investoren verkauft, nachdem es vorher in die folgenden neun Regionalgesellschaften ausgegliedert worden war: Baden-Württemberg, Hessen, Nordrhein-Westfalen, Bayern, Berlin/Brandenburg, Sachsen/Sachsen-Anhalt/Thüringen, Bremen/Niedersachsen, Rheinland-Pfalz/Saarland sowie Hamburg/Schleswig-Holstein/Mecklenburg-Vorpommern. Dieser Prozess zog sich ab 1999 über mehrere Jahre hin, bis Mitte 2003 die letzten Anteile verkauft waren. Als erste Regionalgesellschaft wurde im Jahr 2000 die Kabel NRW GmbH an den US-amerikanischen Investor Callahan verkauft, der das Unternehmen 2001 in ish umbenannte. Ebenso im Jahr 2000 verkaufte die Telekom die hessische Regionalgesellschaft Hessen Kabel GmbH an britische Investoren, die sie als iesy weiterführten.
Das Netz von Baden-Württemberg wurde 2000 als Kabel BW zu 55 % an Callahan verkauft; die restlichen 45 % wurden 2003 abgestoßen. Im gleichen Jahr wurden die übrigen sechs Regionalgesellschaften als Kabel Deutschland an Investoren um Apax Partners, Providence Equity Partners und Goldman Sachs Capital Partners veräußert. 2005 wurde iesy von ish übernommen und 2007 zu Unitymedia als einheitliche Marke gebündelt, welche schließlich 2007 von der britischen Liberty Global aufgekauft wurde. Liberty Global, deren Kaufinteresse an allen neun Regionalgesellschaften der Telekom im Jahr 2000 vom Bundeskartellamt blockiert worden war, erwarb schließlich 2011 Kabel BW. Seither bilden die Unitymedia GmbH (nur in Baden-Württemberg, Hessen und Nordrhein-Westfalen aktiv) und die Vodafone Kabel Deutschland GmbH (in allen 13 Bundesländern aktiv, in denen Unitymedia Kabel BW nicht tätig ist) die beiden größten Kabelnetzbetreiber in Deutschland.
Die Ausgründung einzelner Geschäftsfelder der Telekom (u. a. DeTeMobil – dann Telekom Mobilfunk – und Online Pro Dienste GmbH – später T-Online) mündete Ende der 1990er-Jahre schließlich in Ron Sommers Vier-Säulen-Strategie (T-Com, T-Mobile, T-Online und T-Systems) mit dem erklärten Ziel, jede der vier Töchter als eigenständige AG an die Börse zu bringen. Umgesetzt wurde das jedoch nur für T-Online (17. April 2000, Stückpreis 27 €, Erlös 2,7 Mrd. €).
In Sommers Amtszeit fiel auch die Ersteigerung der deutschen UMTS-Lizenzen im Juli/August 2000 durch T-Mobile für 16,58 Mrd. DM (8,48 Mrd. Euro) und der im Mai 2001 vollzogene Kauf der US-amerikanischen Mobilfunkunternehmen VoiceStream und Powertel für ca. 39,4 Mrd. Euro (inkl. übernommener Schulden). Wegen des hohen Preises und der damit verbundenen hohen Schuldenlast des Konzerns wurde insbesondere das VoiceStream-Engagement öffentlich stark kritisiert. 2005 galt die mittlerweile in T-Mobile USA umbenannte Mobilfunksparte jedoch als sehr erfolgreich und profitabel. Anfang 2001 führte eine Wertberichtigung von Immobilienwerten um 2,2 Milliarden Euro in der Bilanz für 2000 zu einer Klagewelle von Privataktionären, die sich betrogen fühlten.
Ron Sommer trat am 16. Juli 2002 vom Amt des Vorstandsvorsitzenden zurück. Begründung war ein „gestörtes Vertrauensverhältnis“ zum Aufsichtsrat. Die Bundesregierung als Hauptanteilseignerin hatte Sommer nach massiven Kursverlusten infolge der Börsenkrise ab 2001 sowie der inzwischen hohen Konzernverschuldung zum Rücktritt gedrängt.

### Die Ära Ricke (2002–2006)
Interimschef wurde Helmut Sihler. Dieser kündigte einen harten Sparkurs an. Hatte Ron Sommer auf der Hauptversammlung im Mai 2002 noch von einem Überhang von 22.000 Stellen gesprochen, so wurde unter Sihler im Oktober 2002 bekannt, dass insgesamt 50.000 Stellen im Konzern abgebaut werden sollen. Am 15. November 2002 übernahm Kai-Uwe Ricke, Sohn des einstigen DBP-TELEKOM-Chefs Helmut Ricke, den Telekom-Vorstandsvorsitz von Sihler. Er vollendete im Oktober 2003 mit der Umbenennung der konzerneigenen Personal-Service-Agentur in Vivento den schon zuvor begonnenen Plan, Mitarbeiter, deren Stellen abgebaut werden, in eine Beschäftigungsgesellschaft zu versetzen.
Der Schwerpunkt von Rickes Geschäftsführung lag zunächst auf dem Abbau mit-privatisierter hoher Schulden. Im April 2005 revidierte er Sommers Vier-Säulen-Strategie, indem er die erst 4½ Jahre zuvor hochpreisig an die Börse gebrachten 20,4 %-Anteile der T-Online wieder günstig zurückkaufte. So sollte die konzerninterne Konkurrenz zwischen T-Online und den DSL-Anschlüssen der T-Com verringert und der Konzern besser an den Bedürfnissen der Kunden ausgerichtet werden. Eine Klage von zwangsweise enteigneten Kleinaktionären gegen die zu geringen Abfindungsangebote bei einer Re-Verschmelzung scheiterte im Juni 2006.
Im November 2005 teilte die Telekom mit, dass in den folgenden drei Jahren erneut 32.000 Beschäftigte das Unternehmen verlassen sollten. Im April 2006 verkaufte die staatseigene Kreditanstalt für Wiederaufbau (KfW) einen Anteil von 4,5 % an der Telekom für 2,7 Milliarden Euro an die New Yorker Private Equity Blackstone Group, was für einen Aufsichtsratsposten genügte. Es wurde vermutet, dass man sich von der Beteiligung auch einen positiven Effekt auf den seit März 2000 deutlich gesunkenen Aktienkurs erwartete. So wurde auch Rickes Rücktritt vom Vorstandsvorsitz am 12. November 2006 auf den (vom Bund erwünschten) Einfluss von Blackstone zurückgeführt. Neben dem augenscheinlich schlechten Aktienkurs, welcher ab 2008 weiter erheblich fiel, wurde ihm auch zu zaghaftes Handeln angesichts eines dramatischen Kundenverlustes beim Festnetz vorgeworfen.

### Die Ära Obermann (2006–2013)

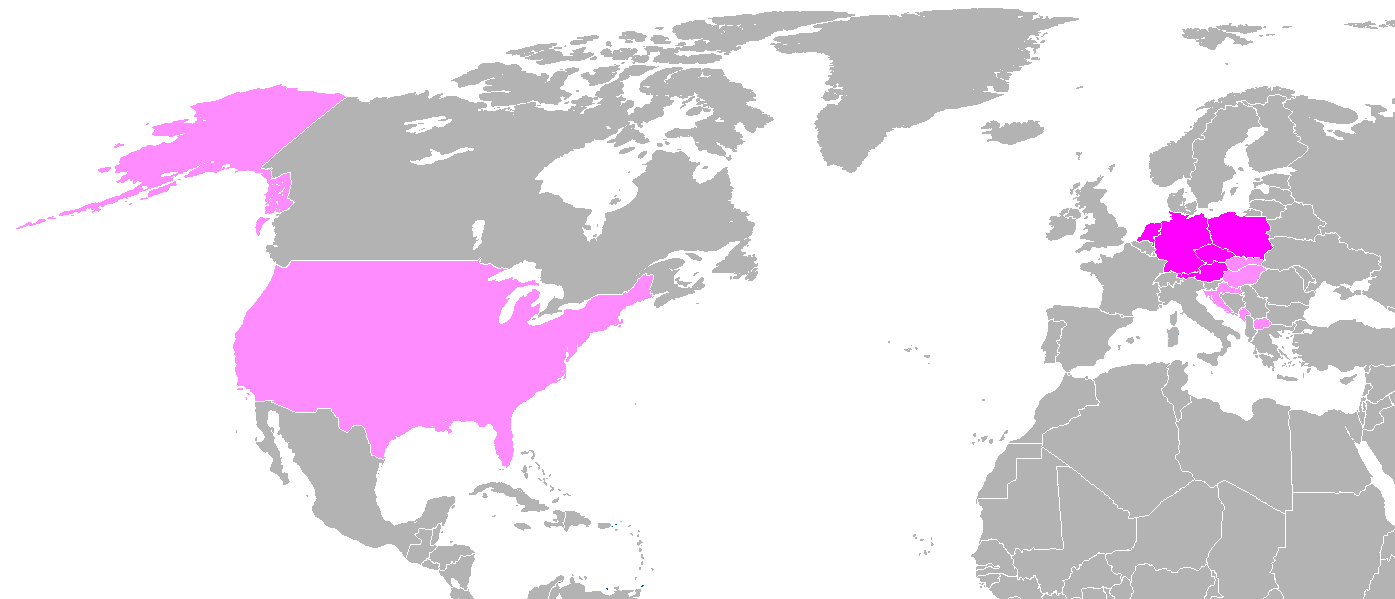
Aktienanteile der DTAG am Mobilfunkanbieter T-Mobile:
100 % Anteil
> 50 % Stimmanteile

Als neuer Telekom-Vorstandsvorsitzender trat am 13. November 2006 René Obermann an. Als Schwerpunkte kündigte er die Verbesserung des Service und eine stärkere Verzahnung der Sparten Festnetz und Mobilfunk an. Sein Sanierungsplan führte im Frühjahr 2007 zu einem massiven Tarifkonflikt, in dessen Folge über 50.000 Mitarbeiter ab dem 1. Juli 2007 in drei eigenständige Servicegesellschaften unter der Dachmarke T-Service ausgegliedert wurden.
In Ergänzung des Sanierungsplanes vollzog Obermann im selben Monat die Einführung eines Billigablegers unter dem Namen congster (heute congstar) und strebte den Vertrieb des iPhones an, um die Marke Telekom neu zu positionieren.
Seit Mai 2008 ermittelte die Staatsanwaltschaft Bonn im Fall der Telekom-Überwachungsaffäre. Die Staatsanwaltschaft hatte in diesem Zusammenhang Ermittlungen gegen acht leitende Mitarbeiter und Aufsichtsratsmitglieder der Deutschen Telekom eingeleitet. Den Beschuldigten wurde unter anderem die Bespitzelung von Journalisten, Aufsichtsräten der Arbeitnehmerseite, Betriebsräten und weiteren Telekom-Mitarbeitern sowie des Vizeaufsichtsratschefs der Deutschen Post AG während der Amtszeit Rickes vorgeworfen.
Im Oktober 2008 rückte die Telekom des Weiteren in den Blickpunkt der Öffentlichkeit, als sie nach einem Spiegel-Artikel einräumte, dass ca. 30 Millionen Kundendaten der Mobilfunktochter T-Mobile ohne großen Aufwand über das Internet abgerufen und manipuliert werden konnten. In diesem Zusammenhang ermittelten zwei Staatsanwaltschaften wegen des Datendiebstahls von 17 Millionen Kundendaten, welche vermutlich aus einem Call-Center der Telekom-Konzerntochter Vivento entwendet wurden.
Am 1. April 2010 wurde die Auflösung der T-Mobile Deutschland GmbH und der Konzernschwester T-Home durch den Start der neuen Telekom Deutschland GmbH endgültig vollzogen. Diese Zusammenlegung ging auf den Plan zur One Company zurück, der von Obermann zielstrebig umgesetzt wurde. Damit wurden die Produkte rund um Festnetz, Mobilfunk, Internet und IPTV aus einer Hand angeboten.
Im Frühjahr 2010 führte die Deutsche Telekom eine Frauenquote von 30 Prozent der oberen und mittleren Führungspositionen in dem Unternehmen ein, die bis 2015 umgesetzt sein sollte. Die ersten beiden Frauen wurden im Juli 2011 vom Aufsichtsrat in den Vorstand berufen.
Seit Oktober 2011 war Claudia Nemat als Vorstand für die Region Europa tätig. Die ehemalige baden-württembergische Bildungsministerin Marion Schick war von 2012 bis 2014 Personalchefin.
Am 20. März 2011 gab die Deutsche Telekom bekannt, dass sie ihre US-Mobilfunktochter T-Mobile USA für insgesamt 39 Milliarden US-Dollar an den amerikanischen Telekommunikationskonzern AT&T verkaufen wolle, wobei AT&T 25 Milliarden US-Dollar in bar und 14 Milliarden US-Dollar in Form von AT&T-Aktien zahlen sollte. Dadurch sollte die Deutsche Telekom nach dem Vollzug der Transaktion mit bis zu 8 Prozent Aktien an AT&T beteiligt sein. Damit wäre sie zum größten Minderheitsaktionär des US-Branchenführers geworden. Mit dem Erlös wollte die Deutsche Telekom ihre Nettoverschuldung um rund 13 Milliarden Euro senken sowie eigene Aktien für rund 5 Milliarden Euro zurückkaufen. Im Dezember 2011 lösten AT&T und die Deutsche Telekom die Vereinbarung zum Verkauf von T-Mobile USA wegen umfassender Widerstände von US-Wettbewerbsbehörden auf.
Am 20. Dezember 2012 gab Obermann bekannt, dass er Ende 2013 von seinem Amt als Vorstandsvorsitzender zurücktreten werde.

### Die Ära Höttges (seit 2014)
Nachfolger Obermanns wurde zum 1. Januar 2014 Timotheus Höttges, der bisherige Finanzvorstand der Deutschen Telekom AG. Am 7. April 2022 übernahm der Vorstandsvorsitzende der Deutschen Post Frank Appel den Aufsichtsratsvorsitz von Ulrich Lehner, welcher nicht mehr zur Wiederwahl stand. Er wurde bis 2026 in dieses Amt gewählt. Der Konzern hat am 27. Januar 2025 bekanntgegeben, dass der Aufsichtsrat Höttges bis Ende 2026 laufenden Vertrag bis Ende 2028 vorzeitig verlängert hat.

## Tochtergesellschaften und Beteiligungen

Deutsche Telekom in der Welt
Länder, in denen die Telekom vertreten ist
Länder, in denen die Telekom nicht vertreten ist

Die Deutsche Telekom AG hat Tochtergesellschaften und Beteiligungen auf fünf Kontinenten.

### Telekom Deutschland
Die Telekom Deutschland GmbH bündelt das Geschäft mit Privatkunden sowie kleinen und mittleren Geschäftskunden in Deutschland auf den Gebieten Mobilfunk, Festnetz, Internet und IPTV. In ihr ging am 1. April 2010 durch Umfirmierung und Eingliederung der Geschäftseinheit für Festnetz T-Home der Deutschen Telekom AG und die T-Mobile Deutschland GmbH auf.

### Telekom Europa

Magenta Telekom

Zum operativen Segment Europa zählen folgende Mobilfunk- und Festnetzanbieter:
- Hrvatski Telekom – Kroatien
  - HT ERONET (HT Mostar) – Bosnien und Herzegowina
  - Crnogorski Telekom – Montenegro
- Magenta Telekom – Österreich
- Magyar Telekom – Ungarn
  - Makedonski Telekom und T-Mobile Macedonia – Nordmazedonien
  - Novatel – Bulgarien
- Novatel – Ukraine
- OTE (Hellenic Telecommunications Organization S.A.) – Griechenland
  - Cosmote (Cosmote Mobile Telecommunications S.A.) – Griechenland
  - Telekom Romania (Telekom Romania Mobile Communications S.A.) – Rumänien
- Slovak Telekom – Slowakei
- T-Mobile Czech Republic – Tschechien
- T-Mobile Polska – Polen

Zum österreichischen Telekommunikationsunternehmen Telekom Austria AG besteht keine Verbindung.

### T-Mobile US

Logo T-Mobile US

Die T-Mobile US Inc. ist für das Mobilfunkgeschäft in den Vereinigten Staaten zuständig. Das Unternehmen entstand 2001 durch die Übernahme von VoiceStream.

### T-Systems

T-Systems-Logo

Die T-Systems International GmbH verkauft Produkte und Dienstleistungen an mittlere bis sehr große Geschäftskunden. Der Schwerpunkt liegt dabei auf der Vermarktung komplexer Dienstleistungen und Branchenlösungen.

### Deutsche Telekom IT
Die Deutsche Telekom IT GmbH ist der interne IT-Dienstleister des Konzerns. Sie entstand im April 2017 durch Übergang des bis dahin zur T-Systems International zählenden Geschäftsbereichs in ein neues Unternehmen.

### Deutsche Telekom Global Carrier
Deutsche Telekom Global Carrier (ehemalig Deutsche Telekom International Carrier Sales and Solutions oder ICSS) ist die internationale Wholesale-Sparte der Deutschen Telekom und betreibt ein globales Internet-Backbone-Tier-1-Netzwerk.

### Deutsche Telekom Capital Partners
Bereits die T-Venture Holding GmbH zählte bei ihrer Gründung im Jahr 1997 zu den größten Corporate-Venture-Capital-Gesellschaften in Europa. Sie beteiligte sich an neuen Gesellschaften, die Synergien zu T-Home, T-Mobile oder T-Systems aufwiesen und Wachstumspotenzial versprachen. Zum Ende des Jahres 2014 wurde der T-Venture-Fonds für neue Investitionen geschlossen und die Holding durch Deutsche Telekom Capital Partners (DTCP) ersetzt. Deutsche Telekom Capital Partners führt die Aufgaben fort und war Anfang 2015 mit einem Gesamtvolumen von 500 Millionen Euro ausgestattet.

### Deutsche Funkturm

Logo Deutsche Funkturm

Die Deutsche Funkturm GmbH (DFMG) wurde 2002 gegründet. Sie ist zuständig für Planung, Errichtung, Umbau, Betrieb und Vermarktung von Antennenträgern- und Technikflächen an Turm-, Mast- und Dach-Standorten.

### Deutsche Telekom Assekuranz
Die Deutsche Telekom Assekuranz Vermittlungsgesellschaft mbH ist der interne Versicherungsmakler im Konzern Deutsche Telekom. Seit Gründung im Oktober 1994 umfasst das Angebot individuelle Versicherungslösungen für konzerneigene wie auch konzernfremde Firmen und Privatpersonen.

### Telekom MobilitySolutions (DeTeFleetServices GmbH)
Die Telekom MobilitySolutions (DeTeFleetServices GmbH) betreut herstellerneutral den Fuhrpark der Deutsche-Telekom-Gruppe sowie weiterer gewerblicher Kunden.

### Glasfaser Nordwest
Im Januar 2020 haben die Deutsche Telekom und die EWE die Glasfaser NordWest GmbH & Co. KG gegründet, um den Glasfaserausbau im Nordwesten Deutschlands voranzutreiben.

### GlasfaserPlus
Im November 2020 haben die Deutsche Telekom und der australische Infrastrukturfonds Industry Funds Management (IFM Global Infrastructure Fund) das Gemeinschaftsunternehmen GlasfaserPlus GmbH mit Sitz in Köln gegründet. Das Unternehmen steht im direkten Mitbewerb mit der Deutsche Glasfaser und baut deutschlandweit Glasfaserleitungen inklusive -anschlüsse auf.

### Deutsche Telekom MMS
Das Unternehmen wurde 1995 unter dem Namen Multimedia Software GmbH Dresden gegründet. Nach diversen Umfirmierungen gehört das Unternehmen wieder der Deutschen Telekom und versteht sich als Dienstleister, der als Begleiter von Großkonzernen und mittelständischen Unternehmen bei der digitalen Transformation fungiert. Das Unternehmen beschäftigt über 2000 Mitarbeiter und betreibt mehrere Standorte in Deutschland.

### Auswahl von ehemaligen Einheiten
- Scout-Gruppe, München: 2004 von der Beisheim Holding erworben, gab die Deutsche Telekom 2011 den Jobbörsenbetreiber JobScout24 an CareerBuilder, im Jahr 2013 die übrigen Bereiche (heute Scout24 AG) an die Private-Equity-Gesellschaft Hellman & Friedman ab.

Strato-Logo

- Strato, Berlin: Mit ca. 500 Mitarbeitern und ca. 20 Mio. betreuter Domains der zweitgrößte europäische Webhosting-Anbieter. Der Verkauf für 600 Mio. Euro an die United Internet AG erfolgte nach Freigabe durch die Kartellbehörden zum 1. April 2017.[51]
- DeTeMedien und Tochtergesellschaften wie die solute GmbH mit billiger.de. Der Verkauf erfolgte am 14. Juni 2017 an ein Konsortium aus verschiedenen Verlagen.
- T-Mobile UK, Hatfield: Verschmolz am 1. April 2010 mit Orange SA im Joint-Venture Everything Everywhere Ltd. Mit Wirksamkeit zum 15. Januar 2016 wurden sämtliche Geschäftsanteile an die BT Group verkauft. Das Unternehmen heißt seither EE Limited. Da der Kaufpreis überwiegend in Aktien gezahlt wurde, ist die Deutsche Telekom seither mit etwa 12 % an BT Group beteiligt.
- Telekom Albania, Albanien: 2019 verkauft an den Mehrheitsaktionär der bulgarischen Viacom und einen albanischen Investor.
- Die ERP-Sparte der Deutsche Telekom IT GmbH: Am 1. November 2022 von Accenture erworben. Es waren rund 1000 Mitarbeiter betroffen. Im Gegenzug gab es einen Vertrag über eine mehrjährige Zusammenarbeit.[52]

## Kooperationen und Partnerschaften
Bereits seit einiger Zeit arbeitet die Deutsche Telekom AG mit den Livestreaming-Anbietern Sky und maxdome zusammen. Im August 2017 einigte man sich mit Sky auf eine neue Kooperation bei Bundesliga- und Sportpaketen. In deren Rahmen erhalten Telekom-Kunden einen vergünstigten Zugang auf die von Sky übertragenen Live-Konferenzen und Spiele der Fußball-Bundesliga oder UEFA Champions League.
Die Deutsche Telekom ist Gründungsmitglied der Freemove Alliance, die im April 2003 als Mobile Alliance entstand und ihren heutigen Namen im Jahr 2004 erhielt.

### European Aviation Network
Gemeinsam mit Inmarsat und Nokia entwickelt die Deutsche Telekom das Hybrid-Netzwerk, um Flugzeuge über Europa mit schnellem Internet zu versorgen.

## Telekom-Aktie

### Allgemeines
Die Aktien des Unternehmens (WKN 555750, ISIN DE0005557508) werden von der Deutschen Börse unter dem Kürzel DTE notiert und sind Bestandteil des DAX sowie des DivDax an der Frankfurter Wertpapierbörse. Aufgrund der über die Jahre konstant überdurchschnittlich hohen Dividendenrendite ist die T-Aktie seit September 2005 im DivDAX vertreten.
Bei der Gründung der AG am 2. Januar 1995 war die Aktie nicht börsennotiert. Der Börsengang folgte am 18. November 1996. Die Aktie der Deutschen Telekom, kurz T-Aktie, wurde bei ihrer Einführung als Volksaktie bezeichnet. Im Umfeld des damaligen Internet-Booms investierten viele Privatinvestoren in die T-Aktie. Von einem im Bookbuilding-Verfahren ermittelten Ausgabekurs von 14,57 Euro stieg der Wert der Aktie bis auf 104,90 Euro (6. März 2000) an, sank dann aber wieder auf einen Kurs, der zeitweise unter dem Ausgabekurs lag. Die Bundesrepublik Deutschland hält direkt rund 14,5 Prozent und indirekt über die KfW weitere 17,5 Prozent der Aktien.
Rund 68 Prozent befinden sich im Streubesitz.
Im Oktober 2006 wurde bekannt, dass der russische Mischkonzern Sistema Großaktionär bei der DTAG werden wollte. Im Gegenzug sollte von Sistema die russische Telekommunikationssparte, zu der auch Russlands größtes Mobilfunkunternehmen MTS (knapp 60 Mio. Kunden, ehemalige Minderheitsbeteiligung der DTAG) als Mehrheitsbeteiligung (50,6 %) gehört, in den Konzern eingebracht werden. Beraten wurde Sistema unter anderem von Ron Sommer, dem ehemaligen Vorstandsvorsitzenden der DTAG. Der Einstieg wurde aber wegen Sicherheitsbedenken durch die Bundesregierung abgeblockt.

### Aktionärsstruktur
(Stand: 31. Dezember 2024):
Die Bundesrepublik Deutschland ist durch direkte sowie indirekte (durch die KfW) Beteiligungen der größte Aktionär der Telekom.
| Anteilseigner                  | Land        | Anteil   |
| ------------------------------ | ----------- | -------- |
| Kreditanstalt für Wiederaufbau | Deutschland | 14,0 %   |
| Bundesrepublik Deutschland     | Deutschland | 13,8 %   |
| SoftBank Group Corp.           | Japan       | 4,5 %    |
| Streubesitz                    | Welt        | 67,7 %   |
| Gesamt                         |             | 100,00 % |

## Konzern-Kennzahlen
Wesentliche Kennzahlen zum Unternehmenskonzern:
| Jahr                                | 2017    | 2018    | 2019    | 2020    | 2021    | 2022    | 2023    | 2024    |
| ----------------------------------- | ------- | ------- | ------- | ------- | ------- | ------- | ------- | ------- |
| Umsatz (in Mio. Euro)               | 74.947  | 75.656  | 80.531  | 100.999 | 108.794 | 114.197 | 111.970 | 115.769 |
| Ergebnis vor Steuern (in Mio. Euro) | 4.918   | 5.682   | 7.173   | 8.689   | 8.020   | 11.501  | 14.734  | 20.424  |
| Bilanzsumme (in Mio. Euro)          | 149.132 | 154.387 | 184.542 | 282.306 | 299.471 | 321.030 | 313.442 | 328.294 |
| Eigenkapital (in Mio. Euro)         | 42.470  | 43.437  | 46.231  | 72.550  | 81.469  | 87.320  | 91.237  | 98.640  |
| Dividende je Aktie                  | 0,65    | 0,70    | 0,60    | 0,60    | 0,64    | 0,70    | 0,77    | 0,90    |
| Anzahl Mitarbeiter                  | 217.349 | 215.675 | 210.533 | 226.291 | 216.528 | 206.759 | 199.652 | 198.194 |

## Unternehmensauftritt
| „Telekom-Magenta“ (RAL 4010) Farbcode: #E20074 |

Logo mit Posthorn vor der Privatisierung

Logo bis 2013

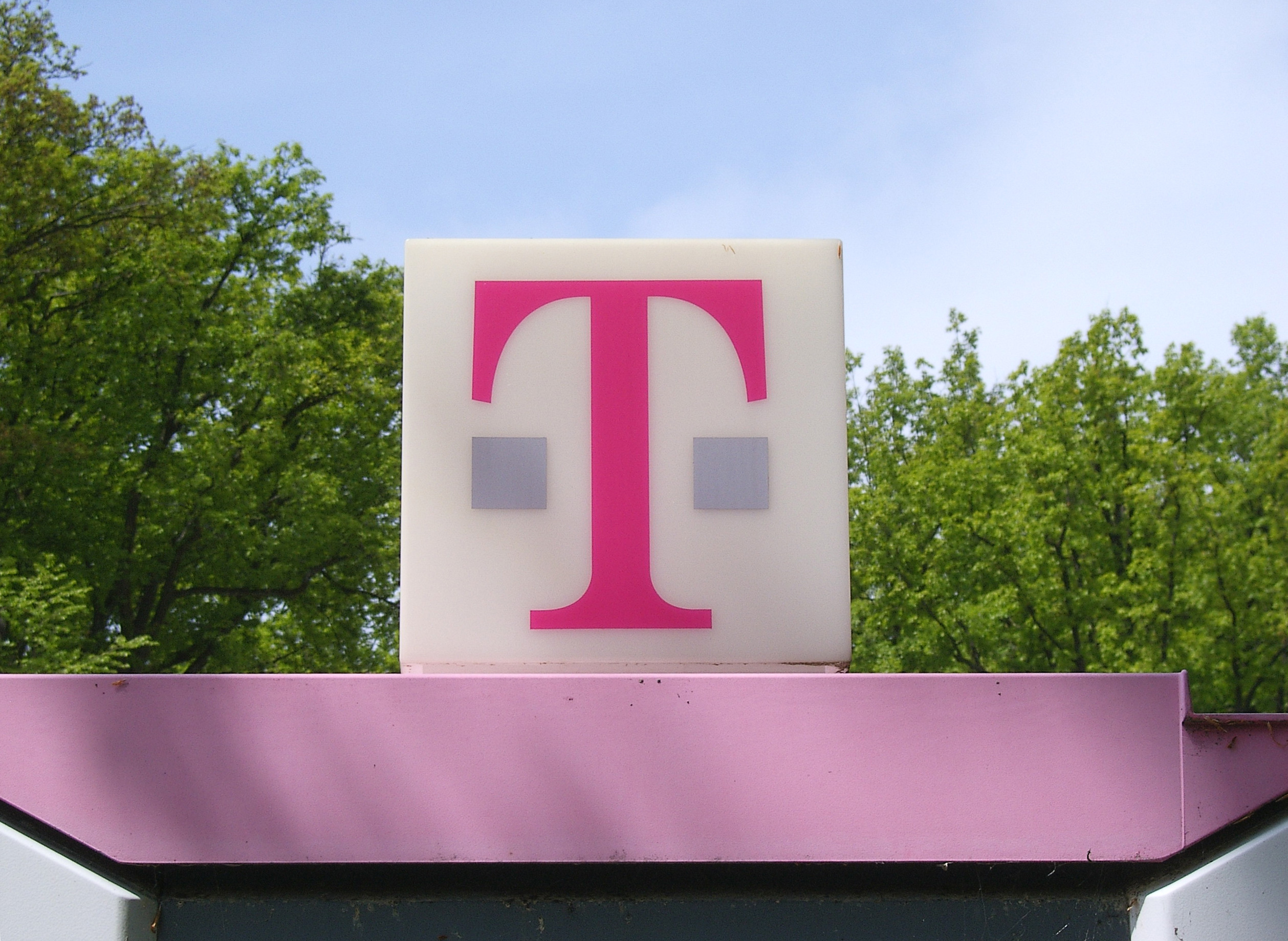
Logo der Deutschen Telekom auf einer Telefonzelle

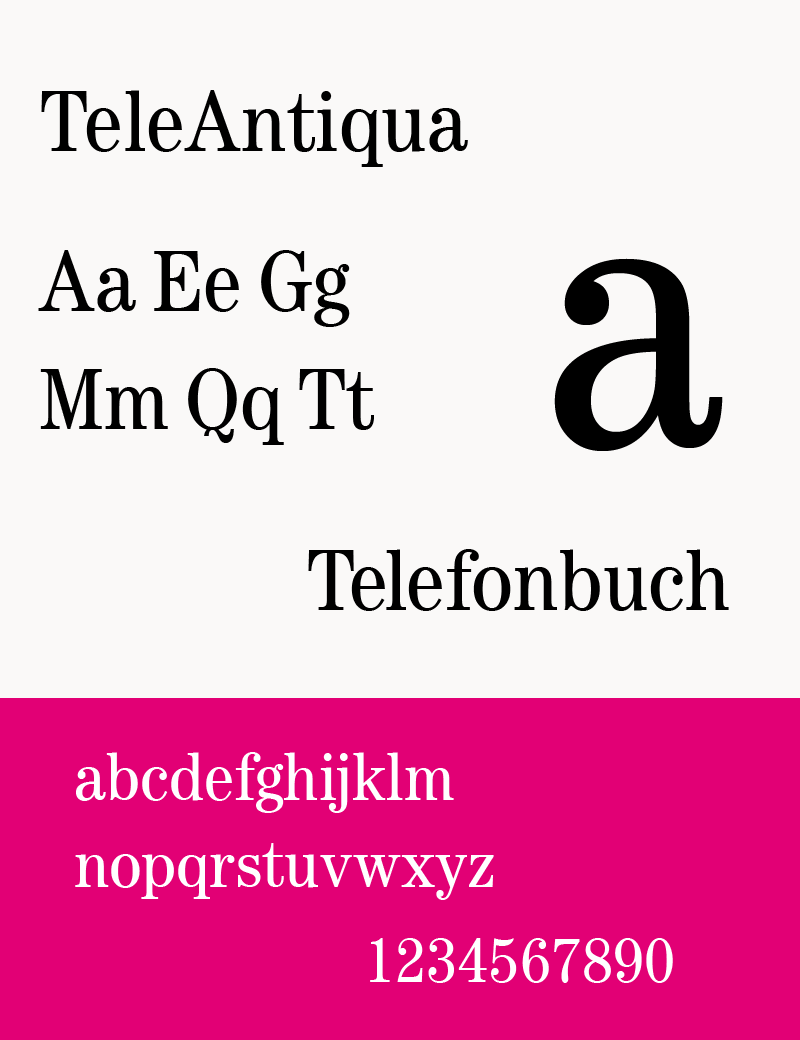
TeleAntiqua (ehemalige Schriftart der Telekom)

Das Corporate Design der Deutschen Telekom wird geprägt durch das in der Konzernfarbe „Tele(kom)magenta“ (RAL 4010) geschriebene „T“, das durch mehrere Punkte, in der Markensprache der Telekom als Digits bezeichnet, eingeschlossen wird. Die Telekom führte mehrere Prozesse, auch bis vor den Bundesgerichtshof, in denen es um die Schutzwürdigkeit der Farbe Magenta und des Buchstabens T ging. So wurden von der DENIC auch Domainnamen wie T-Wurst.de und T-Beutel.de für die Deutsche Telekom registriert.
Entsprechend wurden Produkte der Tochterunternehmen auch mit dem Buchstaben T versehen und mit Digits geschrieben. Typische Beispiele für diese Kunstbegriffe waren T-NetBox und T-DSL. In der aktuellen Ausrichtung der Markenstrategie wird das „T“ Zug um Zug aus den Produktbezeichnungen entfernt. Das Symbol wurde von der Deutschen Bundespost übernommen, die als Zeichen für den Geschäftsbereich TELEKOM, ein ähnliches Symbol verwendete. Es bestand aus dem Wort „TELEKOM“, das seit den 1980er Jahren (und der Einführung telefonnetzbasierter Kommunikationsdienste wie BTX) für den Fernmeldedienst der Deutschen Bundespost verwendet wurde, mit grauen Quadraten zwischen den Buchstaben und dem Posthorn. Die Farbe hat sich seit damals nicht geändert. Allgemeine Hausschrift war lange Zeit eine modifizierte ITC Century Book, die TeleAntiqua. Mittlerweile wurde sie von der serifenlosen Schrift TeleGrotesk bzw. (seit Ende 2020) von der TeleNeo abgelöst.
Im April 2008 wurde das US-Blog Engadget Mobile von der Telekom aufgefordert, die Farbgestaltung von Logo und Blog zu ändern, da es sonst wegen der Farbe Magenta zu Verwechslungen kommen könnte.
Im Frühjahr 2023 rückte die Telekom im Ranking der weltweit erfolgreichsten Marken von Brand Finance Global 500 auf Platz 11 auf und gilt damit auch als wertvollste Marke für Deutschland im internationalen Vergleich.

## Unternehmensverantwortung
Die Deutsche Telekom investiert in Bildungsförderung, indem sie in 34.000 Schulen in Deutschland einen kostenlosen Internetzugang zur Verfügung stellt. Sie unterstützt die Nutzung von Online-Rechnungen, um Papier und Kosten zu sparen, und hat eine Handy-Rücknahme-Aktion gestartet, die nach eigenen Angaben die Rückgewinnung von Wertstoffen aus alten, nicht genutzten Handys zum Ziel hat.
Außerdem ist das Unternehmen Mitglied der Initiative „econsense“, ein Zusammenschluss von 28 international agierenden deutschen Unternehmen, die sich gemeinsame Ziele für nachhaltige Entwicklung in der deutschen Wirtschaft setzt.
Rating-Agenturen bescheinigen der Deutschen Telekom gute Noten. Sie liegt im sustainalytics-Bericht 2010 nach BMW und Henkel auf dem dritten Platz. Laut Bericht ist das Unternehmen im Branchenvergleich mehr als 20 Bewertungspunkte über dem internationalen Durchschnitt. Um bessere Vergleichbarkeit des Nachhaltigkeitsberichts der Deutschen Telekom zu gewährleisten, verpflichtet sie sich zur Einhaltung der „Global Reporting Initiative“-Richtlinien.
Im Jahr 2023 verursachte das Unternehmen CO2e-Emissionen in Höhe von 5,7 Millionen Tonnen (3,5 Millionen Tonnen in Deutschland). Das Unternehmen gibt an, seinen Strom seit 2021 weltweit vollständig aus erneuerbaren Energien zu beziehen und bis spätestens 2040 klimaneutral entlang seiner gesamten Wertschöpfungskette sein zu wollen.

## Historische Konzernstruktur

### Gliederung bis 2004
Die Deutsche Telekom gliederte sich bis Ende 2004 in vier Hauptgeschäftsbereiche (die „4 Säulen“), die jeweils einen eigenen Vorstand hatten und weitgehend autonom agierten. Es handelte sich im Einzelnen um:
- T-Com, die Festnetzsparte. Sie bot Sprachtelefonie über das analoge Telefonnetz (ehemalige Markenbezeichnung: T-Net) und das digitale Telefonnetz (ISDN) und Datendienste über DSL und das Hochleistungsinternetbackbone auf Glasfaserbasis (siehe Backbone) mit insgesamt 39 Mio. Telefonkanälen (2004: davon 2 Mio. an Wettbewerber vermietet).
- T-Mobile, die Mobilfunksparte. Sie bot mobile Sprach- und Datendienste über ihr GSM-Netz an (seit Ende 2007 flächendeckend EDGE), ebenso über ihr UMTS-Netz.
- T-Online, die Internetsparte. T-Online bot als Internetdienstanbieter Zugang zum Internet über Analogmodem, ISDN und DSL an. Eine neue Einnahmequelle sollte im sogenannten Non-Access-Geschäft durch Anbieten von bezahlpflichtigen Inhalten erschlossen werden.
- T-Systems, das Systemhaus (aus ehemals debis Systemhaus und diversen Teilbereichen der Deutschen Telekom – zum Beispiel T-Nova, DeTeCSM, DeTeSystem etc.). T-Systems übernimmt die Betreuung der Großkunden der Telekom und realisiert Projekte. Weiterhin ist dort die konzernweite Forschung & Entwicklung (F&E) angesiedelt.

### Gliederung ab 2005
Ab Anfang 2005 entstanden aus den „vier Säulen“ der Telekom drei strategische Geschäftsfelder. Die Säulen „T-Com“ und „T-Online“ wurden unter der Marke T-Com zum strategischen Geschäftsfeld Breitband/Festnetz zusammengeführt.
Bis zum 6. Juni 2006 war die T-Online International AG noch ein eigenständiges, börsennotiertes Unternehmen. Nach der Genehmigung durch den Bundesgerichtshof wurde am 6. Juni 2006 die Verschmelzung der T-Online International AG auf die Deutsche Telekom AG in das Handelsregister eingetragen. Durch die Umstrukturierung soll dem Privatkunden die Bereitstellung von Telefon und Internet erleichtert werden, da diese beiden Produkte nun aus einer Hand angeboten werden können.
T-Mobile bildete weiterhin das Geschäftsfeld Mobilfunk und T-Systems war zuständig für die Geschäftskunden, was zur Folge hatte, dass die Geschäftskundenniederlassungen von T-Com zu T-Systems wechselten. Im Jahr 2005 wurden die beiden Tochtergesellschaften DeTeLine und T-Data, die bereits 2003 zur „Deutsche Telekom Network Projects and Services GmbH“ fusionierten, ebenfalls in die T-Systems integriert.
Neben den strategischen Geschäftsfeldern verblieben unter dem Dach der Deutschen Telekom AG verschiedene Geschäftseinheiten, die als sogenannte „shared services“ zentrale Funktionen übernehmen. Dazu gehören u. a. das Personalwesen, Telekom Training (Berufsausbildung und Weiterbildung), die Commundo Tagungshotels, die F&E-Einheit T-Labs sowie die konzerneigene Personal-Service-Agentur Vivento. An die Querschnittsbereiche angeschlossen sind auch einzelne Tochtergesellschaften wie DeTe Immobilien und DeTe Medien, Deutsche Funkturm. DeTe Immobilien wurde 2008 an den österreichischen Baukonzern Strabag verkauft.

### Gliederung ab 2007
Im Mai 2007 wurde das Kerngeschäft erneut umstrukturiert und auf die beiden Marken „T-Home“ und „T-Mobile“ konzentriert. Anfang Juli 2007 verschmolzen T-Com und T-Online zu T-Home, wobei die Marke T-Online aber weiterhin für das Internetportal (nicht jedoch für das Internet-Zugangsgeschäft) des Konzerns genutzt wird.
Mitte Juli 2007 wurde die bereits bestehende Zweitmarke congster, unter der günstige DSL-Internetzugänge vermarktet worden waren, in congstar umgewandelt. congstar bietet auch Mobilfunkdienstleistungen an und steht damit in direktem Wettbewerb sowohl zu T-Home als auch zu T-Mobile.
Künftig sollte nicht mehr der technische Aspekt für die Zuordnung zu den Geschäftsbereichen entscheidend sein. Unter den Produktmarken T-Home und congstar sollten alle Privatkundenangebote für zu Hause gebündelt werden. Einzelne Produkte wie T-DSL wurden nicht mehr als separate Marke (mit vorangestelltem „T-“) beworben. Für System- und Großkunden ist weiterhin T-Systems zuständig.

### Gliederung ab 1. April 2010

#### Telekom Deutschland GmbH
Diese Gesellschaft ging aus der Geschäftseinheit T-Home und der ehemaligen T-Mobile Deutschland GmbH hervor. Die Geschäftseinheit T-Home wurde am 30. März 2010 von der Deutschen Telekom AG ausgegliedert und an die Tochtergesellschaft T-Mobile Deutschland GmbH übertragen, die seit 1. April 2010 unter Telekom Deutschland GmbH firmiert. Die Telekom Deutschland GmbH bietet nun die Dienstleistungen der Marken T-Home und T-Mobile „aus einer Hand“ an und bündelt nun alle Privat- und Geschäftskundengeschäfte in den Bereichen Mobilfunk, Festnetz, Internet und IPTV. Die Marken T-Mobile und T-Home sind nahezu komplett vom deutschen Markt verschwunden.

#### T-Systems International GmbH
T-Systems blieb von der Neuausrichtung des Konzerns unberührt.
Damit hat die Telekom aus drei Kernsäulen zwei gemacht und investiert laut Pressemitteilung vermehrt in Online-Dienste und neue Wachstumsfelder.

## Historische Preisstruktur
Bevor die Deutsche Telekom im Rahmen der zweiten Postreform ein eigenständiges Unternehmen wurde, wurden Telefonanschlüsse durch die Bundespost bereitgestellt.

### Grund- und Anschlussgebühren
Wer einen Telefonanschluss von der Post haben wollte, musste neben der Grundgebühr auch eine Anschlussgebühr bezahlen. Diese betrug seit Juli 1974 200 DM (heute inflationsbereinigt 339,29 Euro) und wurde ab Dezember 1984 auf 65 Mark (72,23 Euro) gesenkt. Zum 1. Januar 1996 stieg die Gebühr wieder auf dann 100,– DM (84,69 Euro).
Die monatliche Grundgebühr für einen normalen Analoganschluss betrug von 1979 bis Juni 1990 27 DM (1979: 37,41 Euro, 1990: 27,53 Euro), davor waren es 32 DM. In dieser Gebühr waren 20 Freieinheiten enthalten, um eine Entschädigung für abgebrochene Verbindungen oder Verwählen zu gewähren. Nicht verbrauchte Freieinheiten konnten nicht in den nächsten Monat übertragen werden. Zum 1. Januar 1996 wurden die Freieinheiten auf 10 gekürzt und fielen ca. 1998 ganz weg.
Ab Juli 1990 wurde der Markt für Telefonapparate geöffnet, so dass die Post auch fremde Apparate an ihren Anschlüssen zulassen musste. Da nun die Kunden ihre Standardapparate zurückgeben konnten, wurden die 27 DM Gebühr in die Grundgebühr für den Telefonanschluss mit 24,60 DM (25,08 Euro) und der monatlichen Miete für das Telefon mit 2,40 DM (2,45 Euro) aufgeteilt.
Die Mehrwertsteuererhöhung im April 1998 von 15 auf 16 Prozent wurde voll an die Kunden weitergegeben, so dass die Grund- und Anschlussgebühren nun „krumme“ Werte aufwiesen (24,82 DM bzw. 100,86 DM), die dann 2002 auch genauso in Euro umgerechnet wurden.
In den Folgejahren nahm die Deutsche Telekom immer mehr Bündelangebote in ihr Portfolio auf, so dass der Standard-Telefonanschluss heute keine große Rolle mehr spielt. Der günstigste analoge Telefonanschluss, der mit den vorstehenden Anschlüssen vergleichbar ist, wird heute unter dem Namen Call Start vermarktet. Bei einer monatlichen Grundgebühr von 17,95 Euro fallen Gesprächsgebühren in das inländische Festnetz von 2,9 Cent und in die Mobilfunknetze von 19 Cent pro Minute an (Tarifstand: 15. Dezember 2014). Der Bereitstellungspreis beträgt 69,95 Euro.

### Gesprächsgebühren
Die Telefongespräche wurden zunächst nicht im heute üblichen Minutentakt abgerechnet. Stattdessen gab es einen Einheitenpreis, für den die Kunden je nach Wochentag, Uhrzeit und Entfernung unterschiedlich lange telefonieren konnten. Bis zur Tarifreform am 1. Januar 1996 betrug der Preis je Einheit 23 Pfennig (heute inflationsbereinigt 19,5 Cent), danach 12 Pfennig (10,2 Cent).

#### Tarifrechner 1996

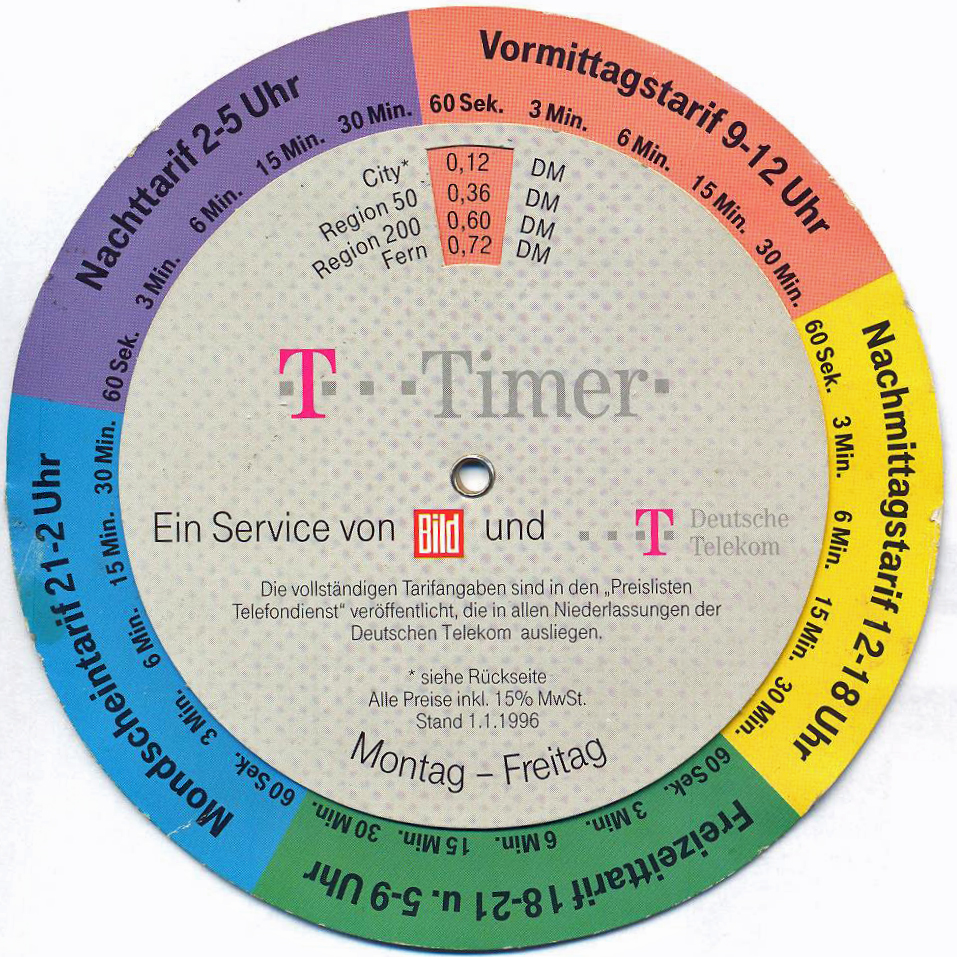
Vormittag 9–12 Uhr Mo.–Fr.
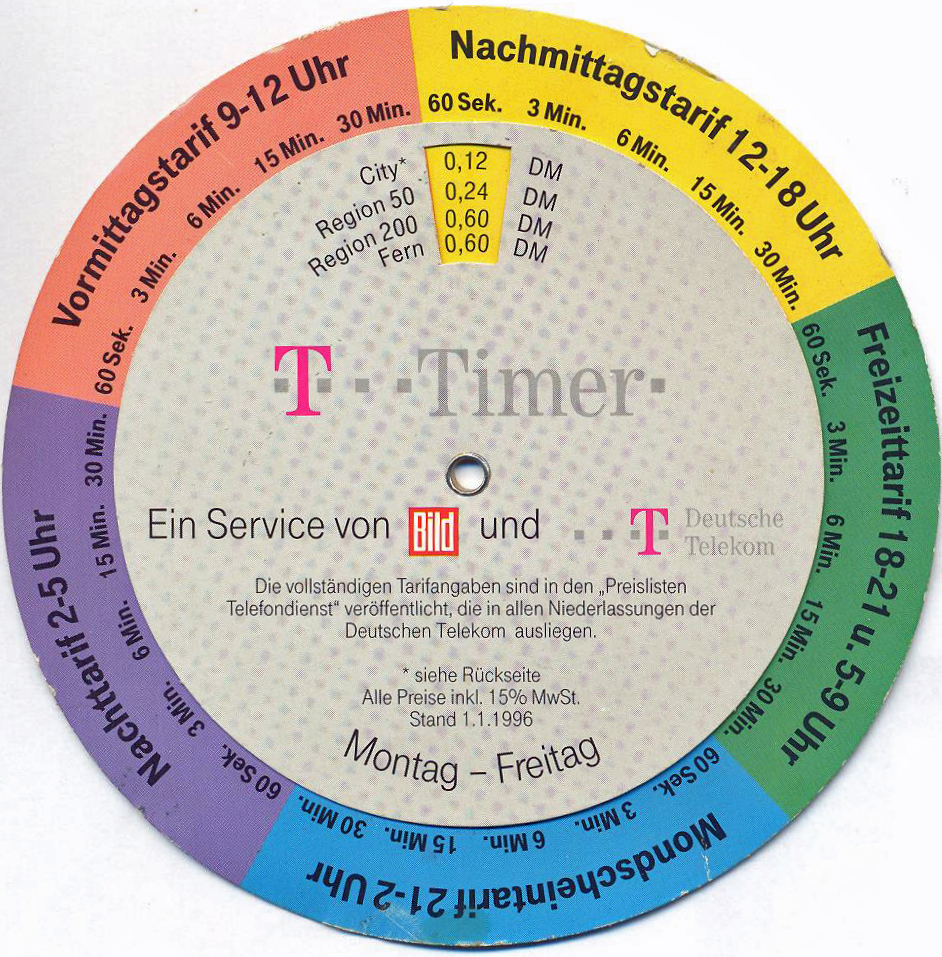
Nachmittag 12–18 Uhr Mo.–Fr.
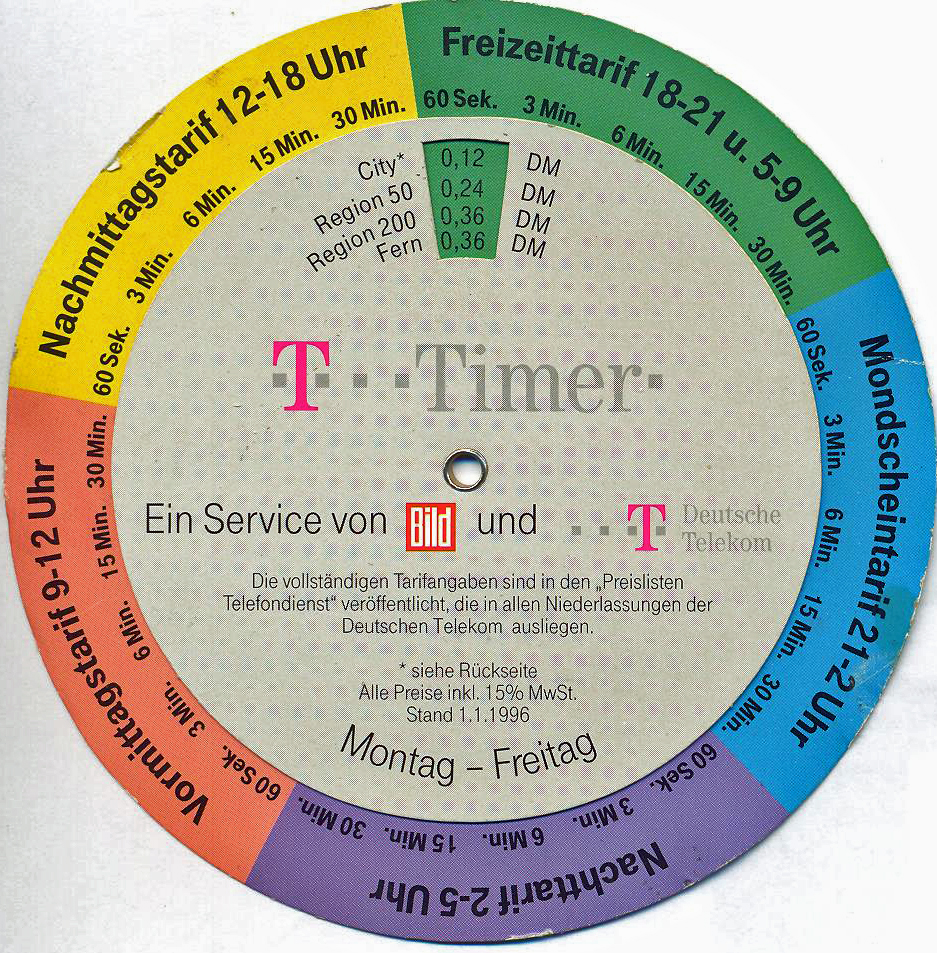
Freizeit 18–21 + 5–9 Uhr Mo.–Fr.
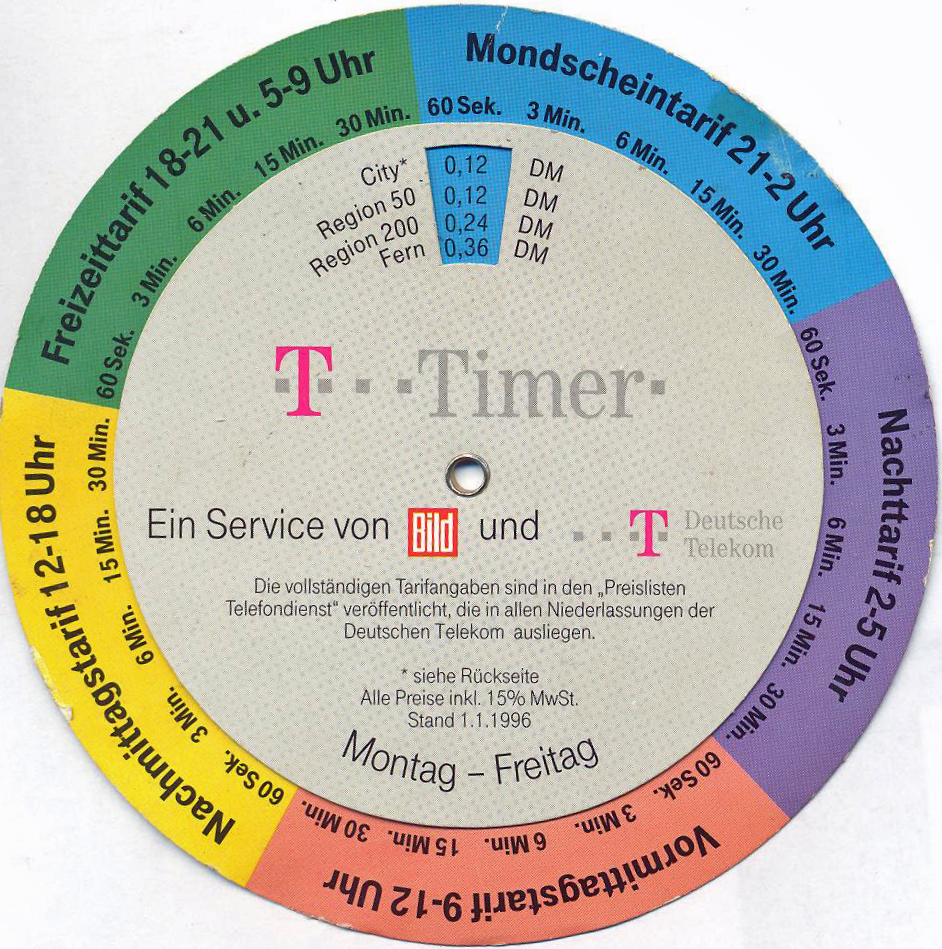
Mondschein 21–2 Uhr Mo.–Fr.
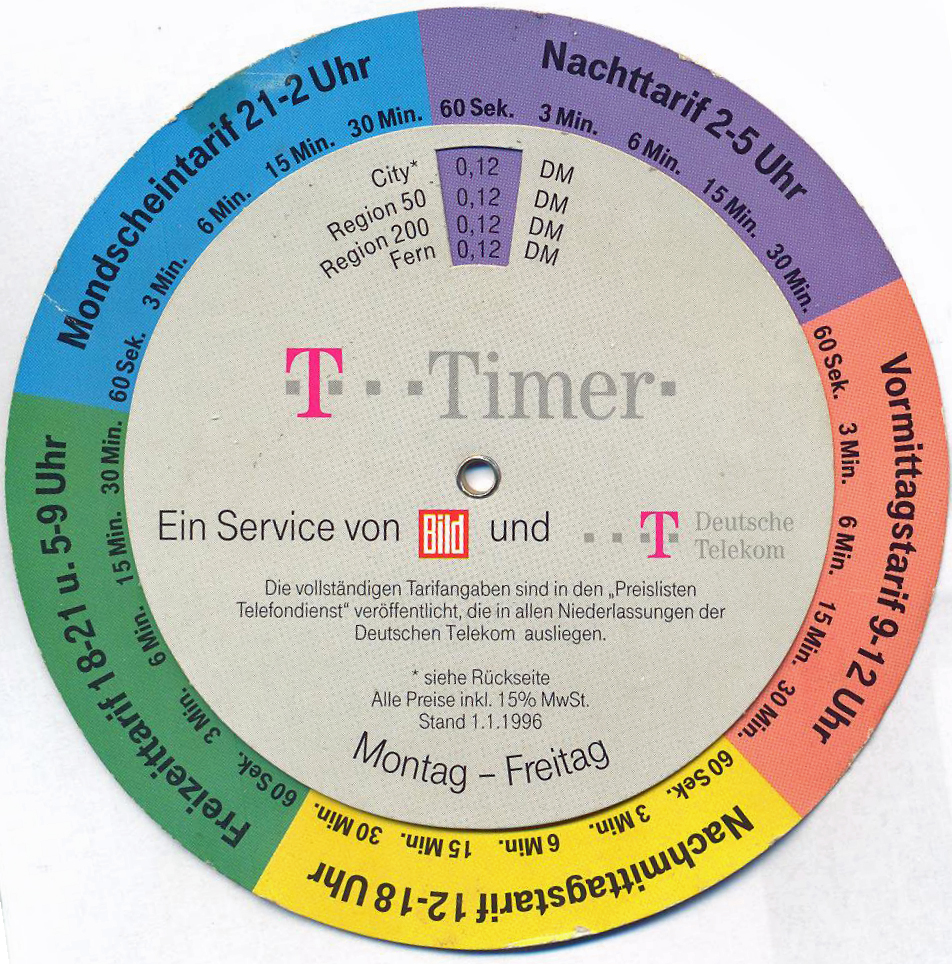
Nacht 2–5 Uhr Mo.–Fr.
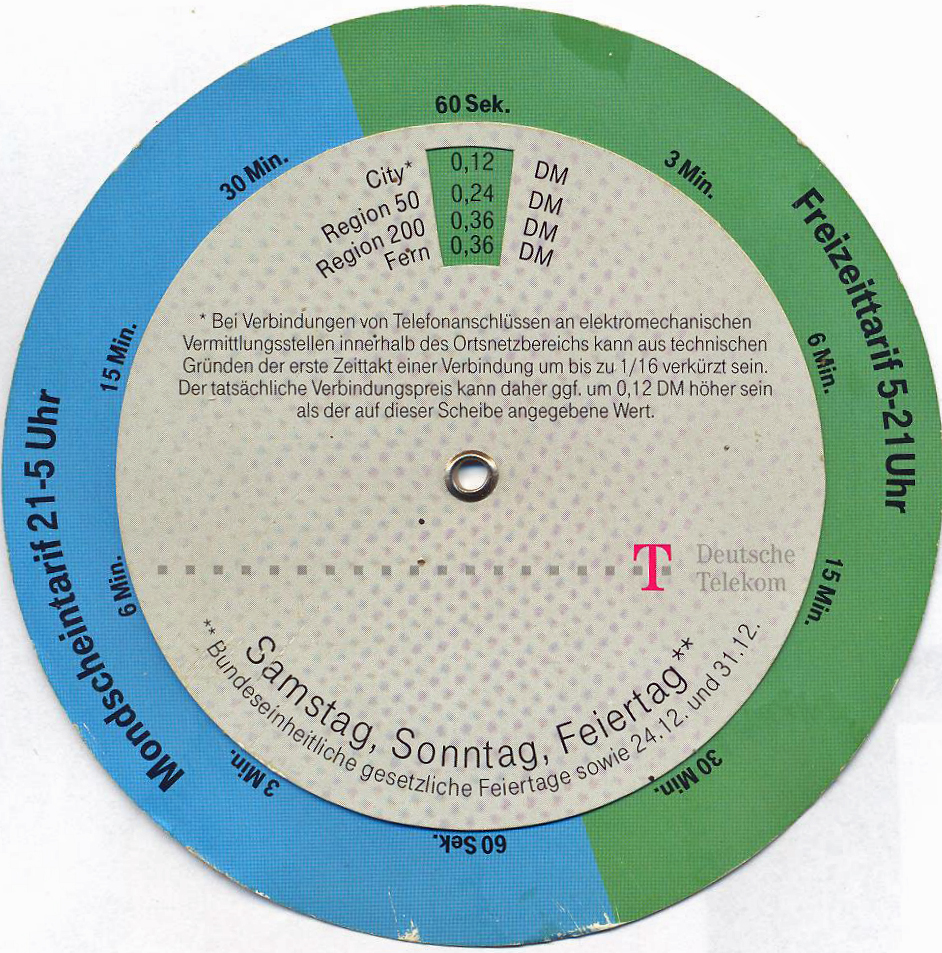
Freizeit 5–21 Uhr Sa., So. und Feiertag + 24. und 31.12.
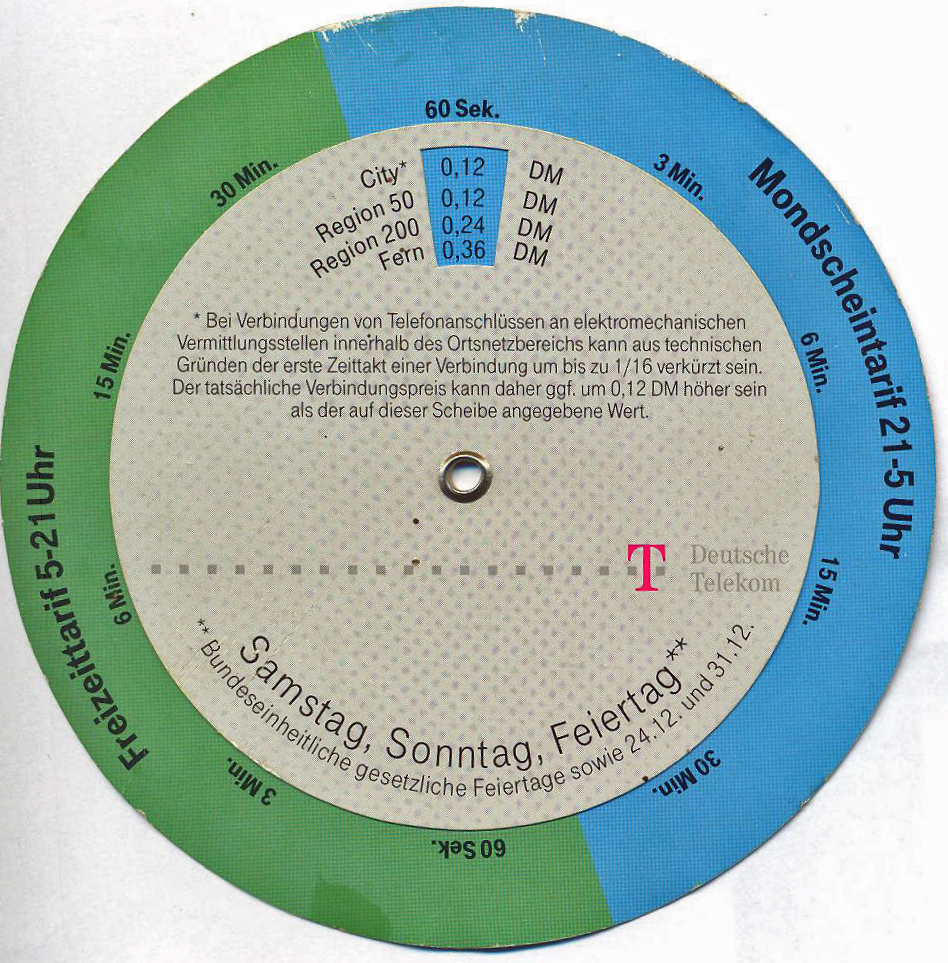
Mondschein 21–5 Uhr Sa., So. und Feiertag + 24. und 31.12.

Der Inlandstarif war dabei jeweils in vier Entfernungsstufen unterteilt: City (Ortsnetzbereich), Region 50 (Umkreis 50 km), Region 200 (Umkreis 200 km) und Fern (Umkreis >200 km). Der teuerste Tarif war jeweils am Vormittag (9–12 Uhr): 0,12 / 0,36 / 0,60 / 0,72 DM pro Minute, der billigste in der Nacht (2–5 Uhr): 0,12/0,12/0,12/0,12 DM pro Minute.

#### Ortsnetz
Ein Ortsgespräch war für die Telekom nicht nur ein Gespräch zu einem Anschluss mit derselben Vorwahl, sondern galt für alle Ortsnetze, die sich im Umkreis von etwa 20 km des eigenen Ortsnetzes befanden.
| Zeitraum                        | Zeitraum                        | Tageszeit                       | Tarifpreis            | Inflationsbereinigter rechnerischer Minutenpreis und Takt |
| von                             | bis                             | Tageszeit                       | Tarifpreis            | Inflationsbereinigter rechnerischer Minutenpreis und Takt |
| ------------------------------- | ------------------------------- | ------------------------------- | --------------------- | --------------------------------------------------------- |
| bis 1979 (West-Berlin bis 1996) | bis 1979 (West-Berlin bis 1996) | bis 1979 (West-Berlin bis 1996) | 23 Pf. pro Verbindung |                                                           |
| 3. Januar 1980                  | 24. Dezember 1988               | werktags 8–18 Uhr               | 23 Pf. je 08,0 Min.   | 03,8 Cent, 480/480-Takt                                   |
| 3. Januar 1980                  | 24. Dezember 1988               | übrige Zeit                     | 23 Pf. je 16,0 Min.   | 01,9 Cent, 960/960-Takt                                   |
| 25. Dezember 1988               | 31. März 1991                   | werktags 8–18 Uhr               | 23 Pf. je 08,0 Min.   | 03,1 Cent, 480/480-Takt                                   |
| 25. Dezember 1988               | 31. März 1991                   | übrige Zeit                     | 23 Pf. je 12,0 Min.   | 02,1 Cent, 720/720-Takt                                   |
| 1. April 1991                   | 31. Dez. 1995                   | werktags 8–18 Uhr               | 23 Pf. je 06,0 Min.   | 03,8 Cent, 360/360-Takt                                   |
| 1. April 1991                   | 31. Dez. 1995                   | übrige Zeit                     | 23 Pf. je 12,0 Min.   | 01,9 Cent, 720/720-Takt                                   |
| 1. Januar 1996                  | 30. Juni 1999                   | werktags 9–18 Uhr               | 12 Pf. je 01,5 Min.   | 13 Cent, 090/090-Takt                                     |
| 1. Januar 1996                  | 30. Juni 1999                   | 18–21 Uhr 5–09 Uhr              | 12 Pf. je 02,5 Min.   | 07,8 Cent, 150/150-Takt                                   |
| 1. Januar 1996                  | 30. Juni 1999                   | 21–05 Uhr                       | 12 Pf. je 04,0 Min.   | 04,9 Cent, 240/240-Takt                                   |

#### Ferngespräche
Vom 1. April 1991 bis zum 31. Dezember 1995 kostete das Ferngespräch (alle Gespräche über 50 km Entfernung) werktags zwischen 8 Uhr und 18 Uhr alle 21 Sekunden 23 Pfennig (inflationsbereinigter Minutenpreis in heutiger Währung: 64,6 Cent), in der Nebenzeit kostete es alle 42 Sekunden 23 Pfennig (32,3 Cent). Zum 1. Januar 1996 führte die Deutsche Telekom, damals noch Monopolist, neue Preise und den 0,12-DM-Takt ein. Statt zweier Zeitzonen gab es nun deren fünf: werktags den Vormittagstarif von 9 bis 12 Uhr, den Nachmittagstarif von 12 bis 18 Uhr, den Freizeittarif von 18 bis 21 Uhr und von 5 bis 9 Uhr, den Mondscheintarif von 21 bis 2 Uhr und den Nachttarif von 2 bis 5 Uhr. Samstags, sonntags und feiertags galt von 5 bis 21 Uhr der Freizeittarif, sonst der Mondscheintarif. Gleichzeitig wurde eine weitere Entfernungszone (Region 200) eingeführt, so dass es vier Entfernungsbereiche gab, die die selbsterklärenden Namen „Orts- und Nahbereich“, „Region 50“, „Region 200“ sowie „Fernzone“ trugen. Umgerechnet auf heute übliche Tarifangaben lagen die Gesprächspreise für Ferngespräche (alle Gespräche über 200 km Entfernung) zwischen 3 ct/min im 120/120-Takt (zwischen 21 und 5 Uhr) und 30 ct/min im 12/12-Takt (zwischen 9 und 12 Uhr).

#### Mobilfunknetze
1996 gab es für Gespräche ins Mobilfunknetz zwei Zeitzonen und es wurden unterschiedliche Preise für Gespräche ins C-Netz, D-Netz und E-Netz (damals nur E-Plus) verlangt. Die Taktzeiten, für den jeweils der Einheitenpreis von 12 Pfennig berechnet wurden, lagen je nach Zielnetz, Wochentag und Uhrzeit zwischen 5,3 und 13 Sekunden, was rechnerischen Minutenpreisen zwischen 55 Pfennig und 1,36 DM entspricht. Heute lägen die Preise (in Euro umgerechnet und inflationsbereinigt) zwischen 46,9 und 115,1 Cent.

#### Ausland
Im Jahr 1981 betrugen die rechnerischen Minutenpreise für Gespräche nach Großbritannien, Spanien und Italien 1,29 DM (heute inflationsbereinigt 109,2 Cent). Nach Frankreich, Österreich und in die Schweiz betrugen die Minutenpreise an Werktagen zwischen 8 und 18 Uhr 1,15 DM (97,4 Cent), in der übrigen Zeit 0,86 DM (72,8 Cent).

## Kritik

### Überwachungsaffäre
Die Überwachungsaffäre der Deutschen Telekom AG waren 2005 und 2006 von der Telekom angeordnete Überwachungen von Aufsichtsräten, einem Vorstandsmitglied der Telekom, Angehörigen und Mitarbeitern von Betriebsräten als auch von Gewerkschaftsfunktionären und Journalisten. Ziel der Überwachungen war es nach Angaben des damaligen Telekom-Vorstandschefs Kai-Uwe Ricke, undichte Stellen im Konzern zu ermitteln, die für die wiederholte Weitergabe vertraulicher Informationen verantwortlich waren.

### Corporate Responsibility
Es gibt immer wieder Kritik an den internationalen Tochterunternehmen der Deutschen Telekom, insbesondere der US-Tochter T-Mobile US, bezüglich mangelnder Corporate Responsibility. Zahlreiche Gewerkschaften, Menschenrechts- und Arbeitsrechtsorganisationen werfen der Deutschen Telekom wiederholt Arbeitsrechtsverletzungen und Gewerkschaftsfeindlichkeit vor. Nichtregierungsorganisationen wie American Rights at Work and Human Rights Watch haben Berichte veröffentlicht, die belegen, dass die Deutsche Telekom mit enormem Druck versucht, Beschäftigte einzuschüchtern, die sich gewerkschaftlich organisieren wollen. Die US-amerikanische Telekommunikationsgewerkschaft Communications Workers of America und die Vereinte Dienstleistungsgewerkschaft ver.di haben im April 2008 eine internationale Gewerkschaft für T-Mobile Beschäftigte gegründet, die T-Mobile Workers Union.

### Korruptionsaffäre
Die US-Börsenaufsicht SEC warf der ungarischen Telekom-Tochter Magyar vor, gegen das Anti-Korruptionsgesetz verstoßen zu haben und sich in den Jahren 2005 und 2006 durch Schmiergelder in Montenegro und Mazedonien einen Vorteil verschafft zu haben. Gegen drei Magyar-Manager reichte die SEC Klage ein. Die Ermittlungen wurden Ende 2011 gegen eine Geldzahlung eingestellt: Magyar zahlte 90 Millionen Dollar Strafe, die Deutsche Telekom knapp 4,4 Millionen Dollar. Die SEC und das amerikanische Justizministerium begründeten die Strafzahlung der Telekom damit, dass der Konzern sein 60-prozentiges Tochterunternehmen nicht ausreichend kontrolliert habe. Außerdem wurden der Telekom die Verletzung von Buchführungs- und Berichtspflichten vorgeworfen. Den Bestechungsvorwurf gab es nur gegen Magyar.

### Datendrosselung und Netzneutralität
Am 22. April 2013 kündigte die Telekom Deutschland, die für Privatkunden sowie kleine und mittlere Geschäftskunden in Deutschland zuständige Tochtergesellschaft der Deutschen Telekom AG, in einer Pressemitteilung an, „wie im Mobilfunk“ bei Neuverträgen oder Vertragsverlängerungen ab dem 2. Mai 2013 die Datenübertragungsrate zukünftig auf 384 kbit/s zu drosseln, sobald ein bestimmtes monatliches Datenvolumen überschritten würde. Während sich für Bestandskunden, deren Vertragsabschluss vor dem 2. Mai 2013 lag, keinerlei Änderungen ergaben, erhielten Neukunden und Kunden, die ihren Vertrag aktiv verlängern, eine angepasste Leistungsbeschreibung als Bestandteil des Tarifes. Die Telekom Deutschland versicherte, dass die technische Aktivierung der Datendrosselung nicht vor 2016 durchgeführt worden wäre. Aufgrund vehementer Proteste der Kunden erhöhte das Unternehmen am 12. Juni 2013 die vorgesehene reduzierte Datenübertragungsrate der Tarife von 384 kbit/s auf 2 Mbit/s.
Drosselungsklauseln für Neuverträge bestanden seit 2012 im Tarif Call & Surf Comfort Speed und seit 2011 im Tarif Call & Surf Comfort VDSL. Lediglich im Tarif Call & Surf Comfort (ausgenommen Fiber-Option), der einen Telefon- und Internetanschluss auf ADSL- oder ADSL2+-Basis mit bis zu 16 Mbit/s enthält, wurde erstmals zum 2. Mai 2013 eine Drosselungsklausel in der Leistungsbeschreibung des Tarifes eingeführt.
Das Unternehmen erklärte, dass der durch die unternehmenseigenen Produkte wie Entertain hervorgerufene Datenverkehr nicht auf das Inklusivvolumen angerechnet werden würde, weshalb das Unternehmen vor allem wegen der potenziellen Verletzung der Netzneutralität kritisiert wurde.
Eine am 23. April 2013 eingereichte Online-Petition, die den Bundestag dazu auffordert, Internetanbieter zur Netzneutralität zu verpflichten, erreichte bereits am vierten Tag das nötige Quorum von 50.000 Mitzeichnern, so dass sich der Petitionsausschuss mit dem Thema befasste.
Die Verbraucherzentrale NRW reichte infolgedessen eine Unterlassungsklage ein. Seit dem 5. Dezember 2013 ist aufgrund eines Gerichtsurteils die Geschwindigkeitsbegrenzung bei Erreichen eines bestimmten Datenvolumens wieder aus den Produktbeschreibungen entfernt worden und Drosselungsklauseln in bestehenden Verträgen für ungültig erklärt worden. Das Landgericht Köln befand, dass in der Konsumentenwahrnehmung des Begriffes Internet-Flatrate bei kabelgebundenen Internet-Zugängen keine Geschwindigkeitsbegrenzung bei Erreichen eines bestimmten Datenvolumens erwartet wird.

„Dabei kommt es zunächst maßgeblich auf eine Auslegung des Begriffs „Flatrate“ an. Dieser Begriff ist aus Sicht eines Durchschnittskunden jedenfalls im hier betroffenen Festnetz-Bereich so zu verstehen, dass damit ein Festpreis für den Internetzugang zu einer bestimmten Bandbreitengeschwindigkeit und ohne Einschränkungen bzw. versteckte Kosten gemeint ist. Nach Auffassung der Kammer hat sich das Verständnis des Begriffs „Flatrate“ bei Internetzugangsleistungen über das Festnetz im Unterschied zum Mobilfunkbereich nicht dahingehend geändert, dass damit per se Einschränkungen in Verbindung gebracht werden.“

Da das Unternehmen jedoch nicht auf den Begriff „Internet-Flatrate“ bei der Bewerbung seiner Internetzugänge verzichten wollte, kippte es entsprechende Klauseln in Bestands- und Neuverträgen. Bis dahin wurden diese Klauseln nicht angewandt, wodurch es sich um einen rein formalen Akt handelte. In einem Blogeintrag des Unternehmens wurden zudem Zugeständnisse gemacht, so dass man in Zukunft an mehr Transparenz in den Tarifen der gesamten Branche arbeiten wolle.

### Zugriff von Geheimdiensten auf die Netze der Deutschen Telekom
Geheime Unterlagen der NSA und des britischen GCHQ, die von Edward Snowden veröffentlicht wurden, sollen belegen, dass die Geheimdienste der USA und Großbritanniens über verdeckte Zugänge in die Netze der Deutschen Telekom und des Kölner Anbieters NetCologne verfügt haben.
In einem Schreiben des Bundeskanzleramtes an den Vorstandsvorsitzenden Ricke, soll dieser aufgefordert worden sein „fortlaufende Massenüberwachung deutscher und internationaler Internet- und Telekommunikationsdaten am Frankfurter Knotenpunkt der Deutschen Telekom AG zuzulassen und zu unterstützen“.

### Netzzusammenschaltung im Internet
Wiederholt steht die Deutsche Telekom in der Kritik, ihre Netzzusammenschaltungskapazitäten im Internet nicht von sich aus ausreichend und nur gegen Zahlung durch die Online-Dienste selbst zu erweitern, obwohl die Telekom bereits von den Endkunden für ihre Dienstleistungen bezahlt werde. Dies äußert sich für Endkunden unter Umständen in langsamen Geschwindigkeiten bei denjenigen Online-Diensten, die die Telekom nicht für eine Erweiterung der Kapazitäten bezahlt haben. Dies verstoße gegen das Gebot der Netzneutralität.
Im Dezember 2015 reichte Cogent eine Klage gegen die Telekom wegen eines vermeintlichen Vertragsbruchs ein. Cogent wirft der Telekom vor, ihre Netzzusammenschaltungspunkte nicht ausreichend auszubauen. Darin sieht Cogent einen Missbrauch der Marktposition der Deutschen Telekom. Die Telekom argumentiert dagegen, dass Cogent deutlich mehr Datenverkehr in ihr Netz übergebe und damit die Telekom die Kosten für die Erweiterung nicht alleine tragen wolle. Cogent klagte vor einem United States District Court („Bundesbezirksgericht“), der sich für nicht zuständig erklärte und die Klage ohne Möglichkeit zur Kostenerstattung abwies. Nach einer weiteren verlorenen Klage in Deutschland entschied sich Cogent den 60 Millionen Euro schweren Streit um Netzzugangskapazitäten fallen zu lassen.
Bereits 2014 warf der Telekommunikations-Anbieter Level 3 der Deutschen Telekom vor, ihre Netzzusammenschaltungskapazitäten nicht hinreichend auszubauen.
Init7, ein Schweizer Telekommunikationsanbieter, beschwerte sich 2015 darüber, dass zu bestimmten Uhrzeiten ein Paketverlust von nahezu 100 % stattfinde, was quasi einem kompletten Blockieren der Peering-Verbindung entspricht. Laut Init7 wurde die Behebung des Problems erschwert, da sich die Deutsche Telekom nicht kooperativ zeigen würde. Die Deutsche Telekom habe für den direkten Bezug von IP-Transit Preise gefordert, die über denen der Mitbewerber gelegen haben.
Von 2015 bis 2020 bot der deutsche Hosting-Anbieter Hetzner eine sogenannte „Double Paid Traffic“ Option für Kunden an, die auf eine performante Anbindung in das Netz der Telekom angewiesen waren. Hintergrund waren laut Hetzner mangelhafte Kapazitäten zwischen anderen Tier‑1 Carriern und dem Netz der Telekom, von denen Hetzner IP-Transit bezog. Diese Option war für jeden Server für 5,00 € im Monat zubuchbar und bewirkte eine Aufschaltung der IP-Adresse auf einen Uplink zum Netz der Telekom über den deutschen Carrier Core Backbone.
Eine Studie des Wissenschaftlichen Institut für Infrastruktur und Kommunikationsdienste (WIK) im Auftrag der Bundesnetzagentur listet weitere Konflikte u. a. mit Deutschem Forschungsnetz, bei der Umstellung des Routings für T-Mobile NL und europäischen CDN-Betreibern bei der Netzzusammenschaltung mit der Deutschen Telekom.
Das Landgericht Köln urteilte im Mai 2024 zugunsten der Deutschen Telekom im Rechtsstreit um Zahlungsverpflichtungen von Meta Platforms aus einem IP-Transit-Abkommen. Meta kündigte nach ergebnislosen Preisverhandlungen im Jahr 2020 den IP-Transit-Vertrag aus dem Jahr 2010 zum 1. März 2021, nutzte die Leistungen jedoch weiter. Im Gegensatz dazu erfolgt die Netzzusammenschaltung von Meta mit den Netzen der Telekom-Tochtergesellschaften bzw. Beteiligungen in den Niederlanden, Griechenland und in den USA abrechnungsfrei und ohne Vergütungsströme. In der Nacht vom 24. auf den 25. September 2024 hat Meta das Routing seines Datenverkehrs von den direkten Schnittstellen mit dem Netz der Telekom auf das Netz eines Transitanbieters umgestellt.
Die Bürgerrechtsorganisation Epicenter.works, die Gesellschaft für Freiheitsrechte, der Bundesverband der Verbraucherzentralen und die Informatikerin Barbara van Schewick erhoben im Januar 2025 erneut Vorwürfe: „Die Telekom schafft künstliche Engpässe an den Zugängen zum Telekom-Netz“. Sie gründeten die „Kampagne Netzbremse“, die weitere Erfahrungen oder Informationen von Whistleblowern sammeln möchte. Ziel ist eine Beschwerde bei der Bundesnetzagentur.